# Drusus goembensis
Drusus goembensis is een schietmot uit de familie van de Limnephilidae. De soort komt voor in het Palearctisch gebied.
De wetenschappelijke naam van de soort werd voor het eerst geldig gepubliceerd in 1991 door Füsun Sipahiler.